# Jaan Vahtra

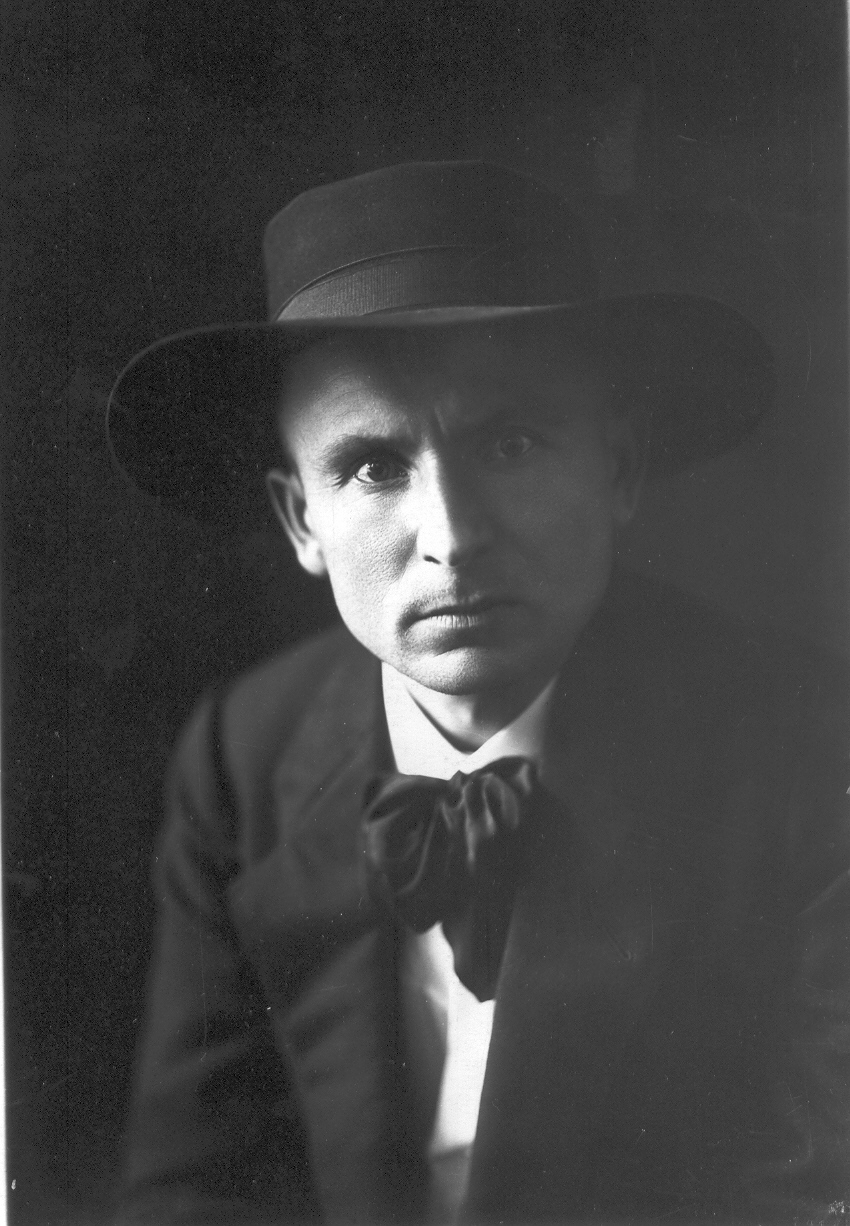
Jaan Vahtra, erste Hälfte der 1920er Jahre

Jaan Vahtra (Pseudonym Anni Paluoja, * 11. Maijul. / 23. Mai 1882greg. in Kaaru, Gemeinde Põlva; † 27. Januar 1947 in Võru) war ein estnischer Schriftsteller, Künstler und Journalist.

## Leben
Vahtra ging von 1893 bis 1899 zur Schule und setzte seinen Bildungsweg danach als Autodidakt fort. Nach einer kurzen Zeit als Büroangestellter war er von 1901 an ein Jahrzehnt lang als Lehrer tätig. Durch seine Zeitungsartikel und sein Engagement bei der Revolution von 1905 geriet er immer wieder in Konflikt mit der Obrigkeit. 1908 schlug der Versuch fehl, als Externer am Gymnasium in Tartu die Reifeprüfung abzulegen, weil er im Mathematikexamen durchfiel. 1910–1911 war er kurzzeitig in der Redaktion des Viljandi Teataja, danach ging er zum Kunststudium nach Riga und 1913 nach Sankt Petersburg. Hier machte er 1916 an der Zeichenschule der St. Petersburger Gesellschaft zur Förderung der Künste seinen Abschluss in den Fächern Malerei, Zeichnen und Kunstpädagogik. Danach trat er in die Petersburger Kunstakademie ein, wurde jedoch umgehend zum Kriegsdienst einberufen. Wegen seiner schwachen Gesundheit geriet er allerdings statt an die Front ins Krankenhaus, sodass er nur sporadisch seine Kunststudien fortsetzen konnte. Gleichzeitig arbeitete er für verschiedene Sankt Petersburger Zeitungen und erteilte auch Unterricht.
Ab 1918 war er wieder in Estland, wo er bis 1926 Zeichenlehrer an verschiedenen Lehranstalten war. Von 1926 bis 1933 und 1935 war er Dozent an der Kunsthochschule Pallas in Tartu. Von 1936 bis 1940 war er künstlerischer Berater beim Noor-Eesti-Verlag. Während der deutschen Besetzung Estlands im Zweiten Weltkrieg gehörte er einem antifaschistischen Künstlerkreis in Tartu an, lebte ansonsten aber zurückgezogen auf dem Lande. Nach dem Krieg gründete er eine Zeitung in Võru und war kurze Zeit deren Chefredakteur.

## Künstlerisches Werk

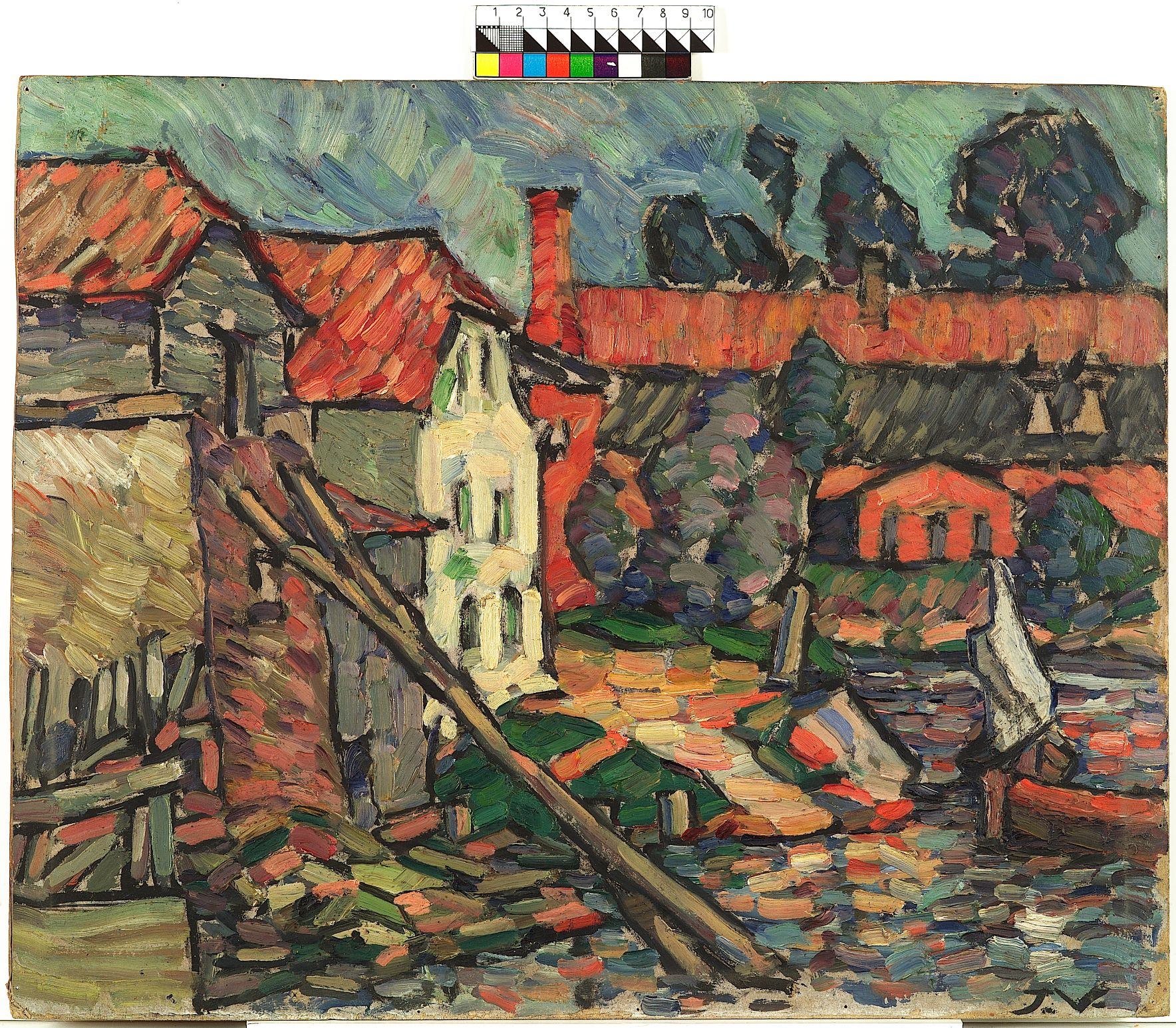
Die Mühle von Räpina, Öl, 1913

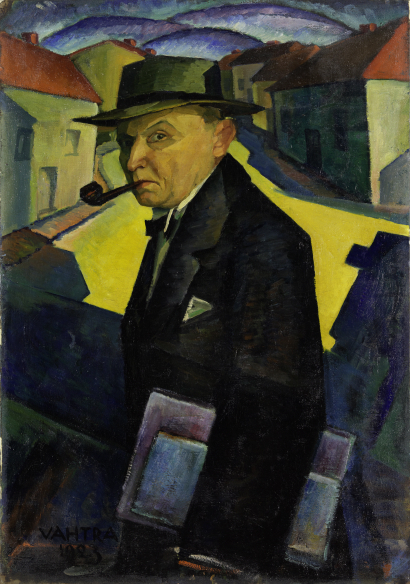
Selbstporträt, Öl, 1923

In seinem Frühwerk sind, beeinflusst von seinem Rigaer Lehrer Vilhelms Purvītis, impressionistische Züge feststellbar, seine Bilder wurden zum ersten Mal 1914 in Sankt Petersburg und 1917 in Tallinn im Rahmen von Ausstellungen gezeigt.
Nach seiner Begegnung mit dem Kubofuturismus in Petrograd (1915) wurde er von dieser Strömung deutlich geprägt. Auch in seinen Holzschnitten nahmen kubistische Formen einen wichtigen Platz ein, während sein Selbstporträt von 1923 als „Abstecher in der Expressionismus“ interpretiert worden ist.
Seit Mitte der 1920er Jahre arbeitete Vahtra vornehmlich als Buchgrafiker und -illustrator. Er hat beispielsweise Bücher von A. H. Tammsaare, Lydia Koidula, Johannes Barbarus u. a. gestaltet. Barbarus’ Gedichtsammlung Geomeetriline inimene ('Der geometrische Mensch', 1924), bei der die grafische Gestaltung der Gedichte von großer Bedeutung ist, hat Vahtra mit kubistischen Formen illustriert.
In seiner letzten Schaffensphase in den 1930er und 1940er Jahren wandte er sich wieder der realistischen Malerei zu. Außerdem publizierte er auch ein umfängliches Lehrbuch zum Zeichnen.

## Literarisches Werk
Vahtras erste literarische Versuche stammen von der Jahrhundertwende, ab 1900 erschienen Texte von ihm in der Presse, außerdem Übersetzungen aus dem Russischen, Deutschen und Finnischen. Später übersetzte er auch aus dem Französischen (Jules Verne, Ein Drama in Livland, 1937).
Sein Buchdebüt erfolgte mit einer Sammlung zur Folklore der Setukesen, gefolgt von einem Einakter und abenteuerlichen Jagdgeschichten. Danach publizierte er vor allem Jugendbücher und umfangreiche Memoiren, die einen Einblick in die Zeit vor der estnischen Unabhängigkeit 1918 geben.

## Bibliografie
- Setu nali. Setu rahwa naljajutud, juhtumised ja naljalaulud (‚Der Witz der Setus. Anekdoten, Begebenheiten und lustige Lieder der Setus‘). Jurjev: K. Jaik 1905. 16 S.
- (als A. Paluoja) Tõrre talu tagatoas. Algupäraline naljamäng 1 waatuses (‚Im Hinterzimmer des Tõrre-Hofs. Originalschauspiel in einem Akt‘). Viljandi: H. Leoke 1914. 28 S.
- Minu noorusmaalt. I. Autobiograafilisi jutustusi ja pilte lapsepõlvest (‚Von der Landschaft meiner Jugend I. Autobiografische Erzählungen und Bilder aus der Kindheit‘). Tartu: Noor-Eesti 1934. 113 S.
- Minu noorusmaalt. II. Autobiograafilisi pilte ja jutustusi aastailt 1899–1909 (‚Von der Landschaft meiner Jugend II. Autobiografische Bilder und Erzählungen aus den Jahren 1899–1909‘). Tartu: Noor-Eesti 1935. 294 S.
- Minu noorusmaalt. III. Autobiograafilisi pilte ja jutustusi aastailt 1909–1918 (‚Von der Landschaft meiner Jugend III. Autobiografische Bilder und Erzählungen aus den Jahren 1909–1918‘). Tartu: Noor-Eesti 1936. 410 S.
- Laane kurus. Vana metsavahi jutustusi (‚Tief im Wald. Erzählung eines alten Försters‘). Tartu: Noor-Eesti 1935. 96 S.
- Ohvrikivi. Võu-lelle muinasjutte (‚Der Opferstein. Erzählungen von Onkel Võu‘). Tartu: Noor-Eesti 1937. 131 S.
- Kuldne laev. Noorsoojutte (‚Das goldene Schiff. Erzählungen für die Jugend‘). Tartu: Noor-Eesti 1938. 99 S.
- Metsajärv. Noorsoojutte (‚Der Waldsee. Erzählungen für die Jugend‘). Tartu: Noor-Eesti 1940. 75 S.
- Õngitsemas. Noorsoojutt (‚Beim Angeln. Erzählung für die Jugend‘). Tallinn: Ilukirjandus ja Kunst 1946. 31 S.

## Sekundärliteratur
- Johannes Barbarus: Jaan Vahtra. Tartu: Ring 1933. 26 S. + 26 Bl. Illustrationen.
- Eha Ratnik (Hg.): Jaan Vahtra ja kubism Eesti kunstis. Näituse katalog. Tartu: Tartu Riiklik Kunstimuuseum 1972. 103 S.
- Eerik Teder: Jaan Vahtra kirjanikuna [ja] kultuuritegelasena, in: Keel ja Kirjandus 5/1982, S. 261–265.
- Eerik Teder: Jaan Vahtra teiste kirjanduste vahendajana, in: Looming 8/1982, S. 1148.
- K. Laane: Jaan Vahtrat meenutades, in: Looming 11/1982, S. 1577–1578.